# 황간 김씨
황간 김씨(黃澗金氏)는 충청북도 영동군 황간면을 본관으로 하는 한국의 성씨이다.
시조 김환(金紈)은 본래 고산 김씨 사람으로, 조선에서 식년문과에 병과로 등제한 뒤 전적(典籍)을 지냈다.

## 참고 자료
- “황간김씨(黃澗金氏)”. 뿌리를 찾아서.[깨진 링크(과거 내용 찾기)]